# Lista över fornlämningar i Västerviks kommun (Dalhem)
Lista över fornlämningar i Västerviks kommun (Dalhem) är en förteckning av ett urval av de fornlämningar som finns i Dalhem i Västerviks kommun.
| Namn                      | Lämningstyp                 | Tillkomsttid | Historisk indelning | Plats | Läge                 | ID-nr          | Bild                                 |
| ------------------------- | --------------------------- | ------------ | ------------------- | ----- | -------------------- | -------------- | ------------------------------------ |
| Dalhem 1:1                | Röse                        |              | Dalhem, Småland     |       | 57.991457, 16.189699 | 10079300010001 | Ladda upp en bild av detta fornminne |
| Dalhem 3:1                | Gravfält                    |              | Dalhem, Småland     |       | 57.974795, 16.196750 | 10079300030001 | Ladda upp en bild av detta fornminne |
| Dalhem 4:1                | Stensättning                |              | Dalhem, Småland     |       | 57.975810, 16.195328 | 10079300040001 | Ladda upp en bild av detta fornminne |
| Dalhem 6:1                | Stensättning                |              | Dalhem, Småland     |       | 57.995333, 16.186868 | 10079300060001 | Ladda upp en bild av detta fornminne |
| Dalhem 8:1                | Röse                        |              | Dalhem, Småland     |       | 57.991830, 16.177276 | 10079300080001 | Ladda upp en bild av detta fornminne |
| Dalhem 8:2                | Röse                        |              | Dalhem, Småland     |       | 57.992107, 16.177209 | 10079300080002 | Ladda upp en bild av detta fornminne |
| Dalhem 12:1               | Stensättning                |              | Dalhem, Småland     |       | 57.993904, 16.172510 | 10079300120001 | Ladda upp en bild av detta fornminne |
| Dalhem 13:1               | Gravfält                    |              | Dalhem, Småland     |       | 57.993757, 16.173455 | 10079300130001 | Ladda upp en bild av detta fornminne |
| Dalhem 14:2               | Stensättning                |              | Dalhem, Småland     |       | 57.994220, 16.173103 | 10079300140002 | Ladda upp en bild av detta fornminne |
| Dalhem 15:1               | Fornborg                    |              | Dalhem, Småland     |       | 57.974251, 16.221342 | 10079300150001 | Ladda upp en bild av detta fornminne |
| Dalhem 16:1               | Röse                        |              | Dalhem, Småland     |       | 58.007870, 16.175361 | 10079300160001 | Ladda upp en bild av detta fornminne |
| Dalhem 16:2               | Stensättning                |              | Dalhem, Småland     |       | 58.007766, 16.175193 | 10079300160002 | Ladda upp en bild av detta fornminne |
| Dalhem 16:3               | Stensättning                |              | Dalhem, Småland     |       | 58.008264, 16.174711 | 10079300160003 | Ladda upp en bild av detta fornminne |
| Dalhem 16:4               | Stensättning                |              | Dalhem, Småland     |       | 58.008179, 16.175857 | 10079300160004 | Ladda upp en bild av detta fornminne |
| Dalhem 17:1               | Gravfält                    |              | Dalhem, Småland     |       | 58.007734, 16.177901 | 10079300170001 | Ladda upp en bild av detta fornminne |
| Dalhem 19:1               | Röse                        |              | Dalhem, Småland     |       | 58.009535, 16.179647 | 10079300190001 | Ladda upp en bild av detta fornminne |
| Skanskullen (Dalhem 20:1) | Fornborg                    |              | Dalhem, Småland     |       | 58.012583, 16.168352 | 10079300200001 | Ladda upp en bild av detta fornminne |
| Dalhem 29:1               | Röse                        |              | Dalhem, Småland     |       | 58.008352, 16.179290 | 10079300290001 | Ladda upp en bild av detta fornminne |
| Dalhem 39:1               | Grav markerad av sten/block |              | Dalhem, Småland     |       | 58.025245, 16.145860 | 10079300390001 | Ladda upp en bild av detta fornminne |
| Dalhem 40:1               | Stensättning                |              | Dalhem, Småland     |       | 58.022302, 16.132071 | 10079300400001 | Ladda upp en bild av detta fornminne |
| Dalhem 40:2               | Stensättning                |              | Dalhem, Småland     |       | 58.022440, 16.131905 | 10079300400002 | Ladda upp en bild av detta fornminne |
| Dalhem 41:1               | Fornborg                    |              | Dalhem, Småland     |       | 57.985203, 16.121410 | 10079300410001 | Ladda upp en bild av detta fornminne |
| Dalhem 45:1               | Grav markerad av sten/block |              | Dalhem, Småland     |       | 58.036113, 16.112401 | 10079300450001 | Ladda upp en bild av detta fornminne |
| Dalhem 53:1               | Gravfält                    |              | Dalhem, Småland     |       | 57.967525, 16.119054 | 10079300530001 | Ladda upp en bild av detta fornminne |
| Dalhem 55:1               | Fornborg                    |              | Dalhem, Småland     |       | 57.986337, 16.078658 | 10079300550001 | Ladda upp en bild av detta fornminne |
| Dalhem 56:1               | Fornborg                    |              | Dalhem, Småland     |       | 58.033453, 16.047913 | 10079300560001 | Ladda upp en bild av detta fornminne |
| Dalhem 58:1               | Röse                        |              | Dalhem, Småland     |       | 57.995439, 16.182817 | 10079300580001 | Ladda upp en bild av detta fornminne |
| Dalhem 60:1               | Hällristning                |              | Dalhem, Småland     |       | 58.006588, 16.176476 | 10079300600001 | Ladda upp en bild av detta fornminne |
| Dalhem 61:1               | Stensättning                |              | Dalhem, Småland     |       | 58.006676, 16.181664 | 10079300610001 | Ladda upp en bild av detta fornminne |
| Dalhem 62:1               | Stensättning                |              | Dalhem, Småland     |       | 58.008292, 16.177391 | 10079300620001 | Ladda upp en bild av detta fornminne |
| Dalhem 64:1               | Stensättning                |              | Dalhem, Småland     |       | 57.991499, 16.176778 | 10079300640001 | Ladda upp en bild av detta fornminne |
| Dalhem 67:1               | Stensättning                |              | Dalhem, Småland     |       | 57.993407, 16.172606 | 10079300670001 | Ladda upp en bild av detta fornminne |
| Dalhem 68:1               | Gravfält                    |              | Dalhem, Småland     |       | 57.993076, 16.172565 | 10079300680001 | Ladda upp en bild av detta fornminne |
| Dalhem 73:1               | Stensättning                |              | Dalhem, Småland     |       | 57.968147, 16.118576 | 10079300730001 | Ladda upp en bild av detta fornminne |